# Mastigamoebida
Mastigamoebida o Entamoebida es un orden de Amoebozoa que se caracteriza por la ausencia de mitocondrias, supuestamente perdidas al adaptarse a medios con escasez o ausencia de oxígeno. Comprende, entre otros, a los géneros Entamoeba y Endolimax, que son comensales o parásitos internos de animales y humanos. Otras especies son de vida libre en hábitats de agua dulce pobres en oxígeno.

## Ecología
Los mastigamoebidos son pelobiontes. Los pelobiontes se consideran microóxicos; prosperan en ambientes con 10-20% de oxígeno atmosférico, como en las capas superiores de lodo o arena, o en la superficie de agua y sedimentos de estanques poco profundos. Algunos se han encontrado en plantas de tratamiento de aguas residuales. Los pelobiontes se encuentran típicamente en todo el mundo, y los estudios confirman su amplia presencia en las regiones templadas de Europa y América del Norte. Los hábitats típicamente incluyen ríos y lagos de agua dulce, con la mayor abundancia de organismos en agua estancada, donde los ambientes con poco oxígeno son comunes. También se ha encontrado que los ambientes marinos albergan pelobiontes. Los hábitats en los que se encuentran los pelobiontes son ricos orgánicamente.
Aunque la mayoría de los pelobiontes son de vida libre, algunos miembros se consideran endobióticos, lo que significa que sobreviven solo en las entrañas de los huéspedes. Estos miembros son completamente anóxicos y prosperan en áreas de pH bajo. Se han encontrado en varios huéspedes vertebrados e invertebrados, particularmente en primates y canidos.

## Descripción
Los mastigamoebidos se caracteriza por ser flagelados ameboides con citoplasma hialino. El citoplasma hialino es claro. Los mastigoamoebidos son polimórficos; cambian entre múltiples morfologías a lo largo de su ciclo de vida. Pueden existir como flagelados ameboides, amebas aflageladas, amebas multinucleadas y como quistes. 
Los mastigoamoebidos se dividen en dos clados principales. El clado A incluye aquellas especies que son grandes con un flagelo más ancho y más grande. El clado B incluye aquellos que son más pequeños, con flagelos estrechos. Los uroides están presentes en las especies de Tipo A, mientras que las especies de Tipo B presentan en su lugar un pseudópodo de arrastre. Las especies de tipo A suelen crecer hasta 200 µm de longitud, y las especies de tipo B suelen tener menos de 80 µm de longitud. El flagelo tiene una longitud de 10 µm a 60 µm. 
El flagelo singular está compuesto por una estructura de microtúbulos 9 + 2. El aparato flagelar consta de un solo cuerpo basal, del cual surge el flagelo. Hay un cono microtubular que conecta directamente el aparato flagelar con el núcleo. En las especies de Tipo A, este cono es ancho y surge de la base y los extremos laterales del cuerpo basal. En las especies de Tipo B, este cono es estrecho y surge solo de la base del cuerpo basal. El aparato flagelar se coloca en posición anterior y ayuda en el movimiento. 
El exterior de la célula está cubierto por una capa delgada y desigualmente distribuida de material filamentoso orgánico. Estos filamentos corren paralelos a la celda y son de 1 µm en su punto más grueso. Se desconoce la composición química de esta cubierta extracelular. Algunos mastigoamoebidos tienen espinas distribuidas irregularmente alrededor de la célula. Estas espinas son huecas y se desconoce su composición. La capa orgánica a veces contiene simbiontes procariotas. Se desconoce la identidad y la relación de estos simbiontes. 
La etapa del quiste está rodeada por una pared de composición desconocida. La etapa del quiste es uninucleada y llena de gránulos. 
Los mastigoamoebidos carecen de dictiosomas de Golgi, aunque las funciones centrales de Golgi son retenidas por elementos relacionados en el sistema de endomembranas. El retículo endoplásmico contiene algunas estructuras agrupadas y varias vesículas que cumplen las funciones centrales de un dictiosoma de Golgi.
Los peroxisomas no están presentes en todas las arqueoamebas. Los estudios muestran que algunos mastigoamoebidos contienen proteínas peroxisomales.
Las arqueoamebas son todas amitocondriadas lo que significa que carecen de las mitocondrias típicas. Las mitocondrias en este grupo se han reducido o cambiado a formas que aún conservan alguna función mitocondrial o tienen funciones alteradas.
Especies como M. balamuthi tienen orgánulos relacionados con las mitocondrias llamados hidrogenosomas. Estos funcionan para producir ATP por oxidación anaeróbica parcial del piruvato. Los hidrogenosomas han perdido su genoma y la cadena de transporte de electrones. Producen hidrógeno gaseoso como subproducto. Los hidrogenosomas se han formado a partir de mitocondrias a través de la pérdida de etapas de la vida aeróbica. La biosíntesis de grupos de hierro-azufre ha pasado a ser una función citosólica a través de un evento de transferencia lateral de genes. 
Otras especies tienen orgánulos mitocondriales reducidos llamados mitosomas. Estos se han reducido tanto que su única función es la biosíntesis de grupos de hierro-azufre. No tienen una función metabólica energética y, como resultado, los organismos deben obtener energía por otros medios. Para compensar la pérdida de producción de ATP, los organismos amitocondriados han adquirido la capacidad de importar ATP. 
La principal forma trófica de los mastigoamoebidos es un flagelo ameboide uninucleado, aunque algunas especies tienen morfologías multinucleadas. M. esquizofrenia tiene hasta 10 núcleos en su etapa multinucleada. En M. balamuthi, la forma trófica dominante es multinucleada, en la que puede tener hasta 46 núcleos. La reproducción se produce por mitosis y posterior gemación. Cuando se multinuclean, esto da como resultado núcleos desiguales entre las células hijas.

## Importancia práctica
Mastigamoeba balamuthi es la especie más conocida de los mastigoamoebidos, ya que ha servido como organismo modelo para el estudio y la investigación de organismos amitocondriados. El método de biosíntesis de grupos de hierro-azufre y cómo se ha movido de las mitocondrias al citosol se ha estudiado extensamente en M. balamuthi. Se cree que los restos mitocondriales de M. balamuthi son una etapa degenerada intermedia entre una mitocondria típica y los mitosomas más reducidos que se encuentran en otras especies de arqueoamebas.